# Залевський Дмитро Олегович
Залевський Дмитро Олегович (нар. 24 січня 1993, Авдіївка) — український плавець, майстер спорту України міжнародного класу. Паралімпійський чемпіон 2012 та 2016 року.
Займається у секції плавання Донецького обласного центру «Інваспорт».
Тотально сліпий спортсмен.

## Відзнаки та нагороди
- Орден «За заслуги» II ст. (4 жовтня 2016) — За досягнення високих спортивних результатів на XV літніх Паралімпійських іграх 2016 року в місті Ріо-де-Жанейро (Федеративна Республіка Бразилія), виявлені мужність, самовідданість та волю до перемоги, утвердження міжнародного авторитету України[2]
- Орден «За заслуги» III ст. (17 вересня 2012) — за досягнення високих спортивних результатів на XIV літніх Паралімпійських іграх у Лондоні, виявлені мужність, самовідданість та волю до перемоги, піднесення міжнародного авторитету України[3]